# Hôpital en France

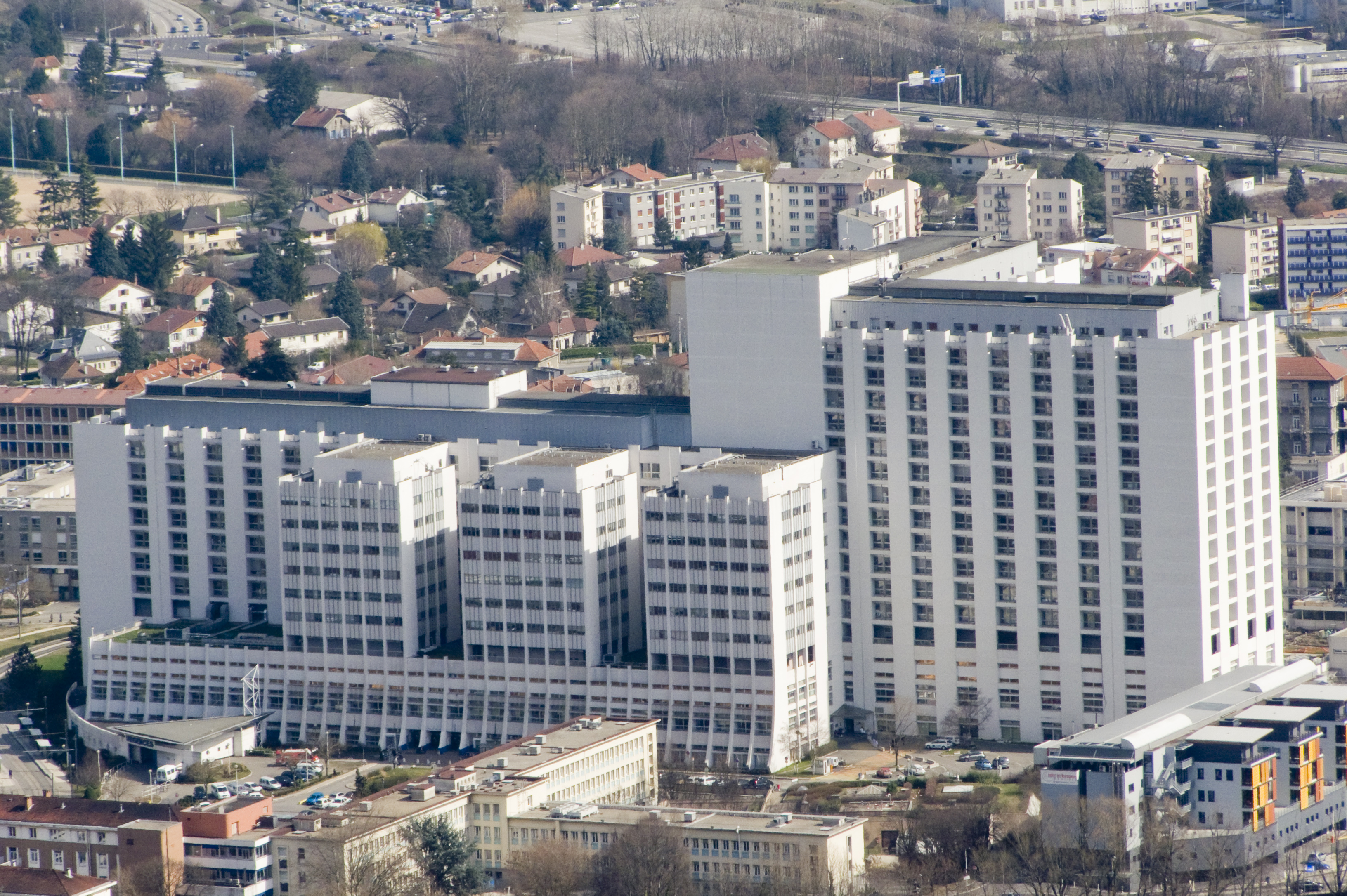
Hôpital Michallon - CHU public - Grenoble

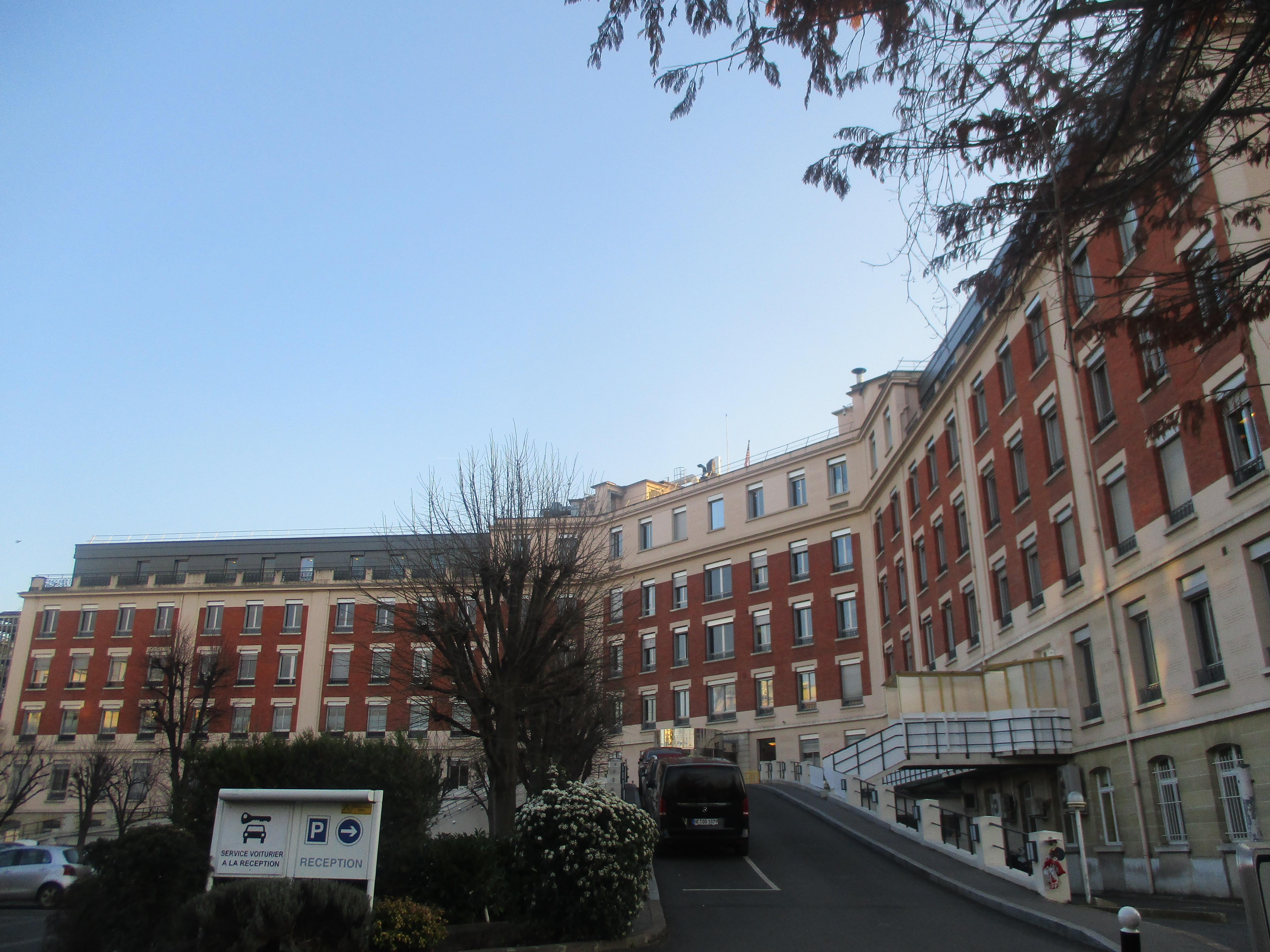
Hôpital américain de Paris - Hôpital privé - Neuilly sur Seine

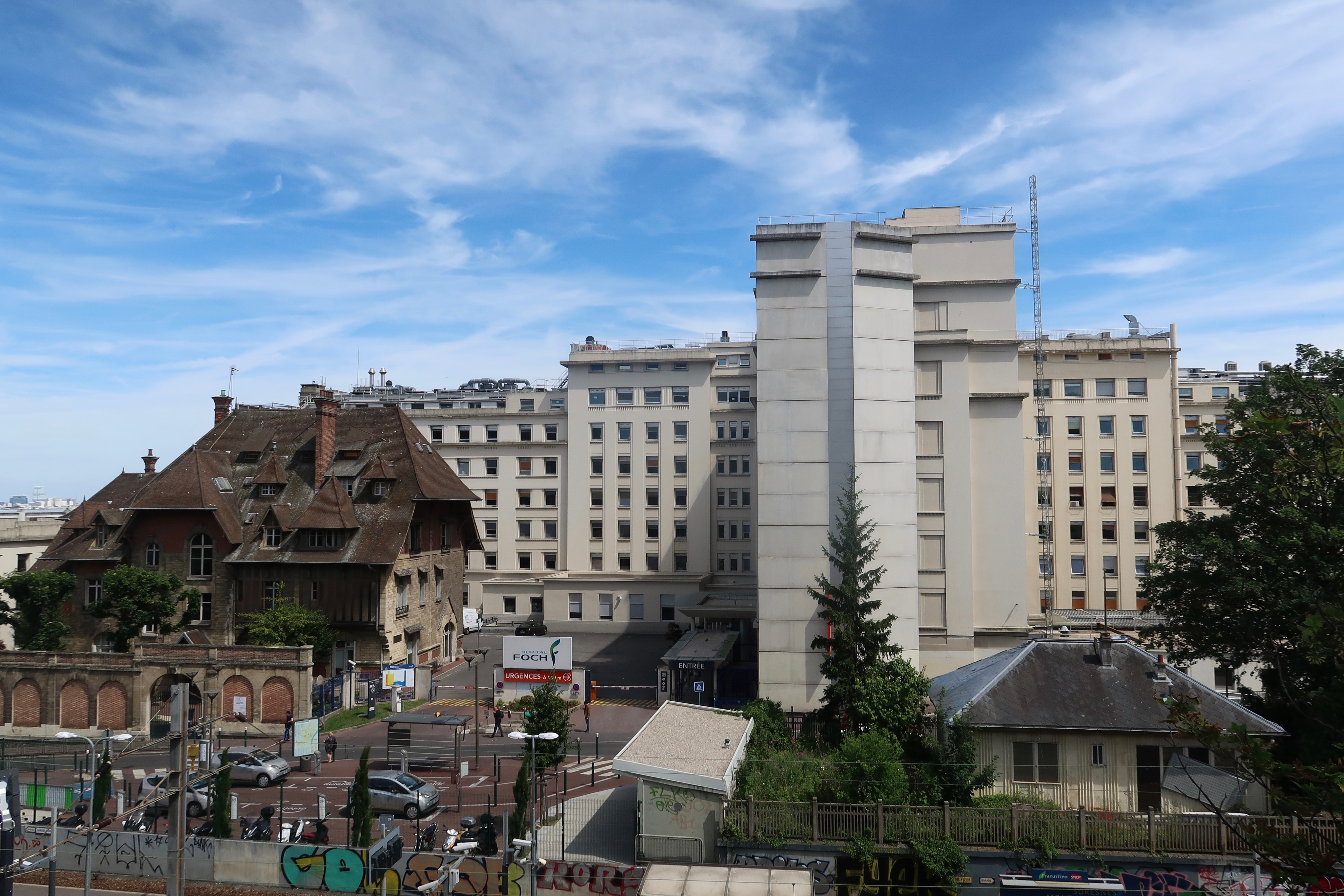
Hôpital Foch - ESPIC Privé - Suresnes

Au sein du système de santé français, un hôpital est un lieu destiné à prendre en charge des patients atteints de maladies et de traumatismes trop complexes pour pouvoir être traités à domicile ou dans le cabinet d'un médecin.
En France, l'hôpital, inscrit dans une mission de service public, peut exercer des missions complémentaires, notamment dans les domaines de la prévention, de la formation professionnelle et de la recherche.

## Statut des hôpitaux français
Le système hospitalier français se compose d'établissements de santé publics et privés. Le code de la santé publique distingue trois types d'établissements : 
1. les établissements publics de santé, ou hôpitaux publics, qui sont des établissements publics ;
2. les hôpitaux privés à but lucratif, qui sont des sociétés commerciales[1] ; les médecins y exercent à titre libéral ;
3. les hôpitaux privés d'intérêt collectif (à but non lucratif), qui sont des associations loi de 1901, des établissements gérés par des mutuelles et organismes de sécurité sociale ou des fondations[2].

En ce qui concerne les établissements privés d'hospitalisation, le terme de « clinique » est souvent utilisé.

### Types d'hôpitaux publics
À l'exception des hôpitaux d'instruction des armées, les hôpitaux publics sont constitués sous la forme d'établissements publics de santé. Il en existe plusieurs catégories : 
1. les centres hospitaliers régionaux (CHR) : ces établissements disposent d'une haute spécialisation dans divers domaines de la médecine et de la chirurgie et sont équipés d'un important plateau technique. Un CHR est généralement aussi un centre hospitalier universitaire (CHU) : il s'agit d'un établissement qui a passé une convention avec une UFR de médecine afin de dispenser un enseignement pratique auprès des étudiants en médecine dans plusieurs disciplines médicales.
2. les centres hospitaliers nationaux (CHN), au nombre de deux : le Centre national d'ophtalmologie des Quinze-Vingts[3] et l’Établissement public de santé national de Fresnes (destiné aux personnes détenues).
3. les centres hospitaliers (CH) : ce sont des établissements qui dispensent toute une gamme de soins dans les domaines de la médecine, chirurgie ou obstétrique (MCO).
4. les hôpitaux locaux (HL) : ces établissements disposent d'une faible médicalisation. Les soins sont assurés le plus souvent par des médecins généralistes exerçant à titre libéral. Cette catégorie d'établissement n'est plus mentionnée dans le code de la santé publique.
5. les centres hospitaliers spécialisés (CHS) : ces établissements spécialisés en santé mentale ont été instaurés par la loi du 30 juin 1838.

Les hôpitaux d'instruction des armées (HIA) sont des établissements rattachés au ministère des Armées, plus précisément au Service de santé des armées. Ils accueillent prioritairement les militaires blessés en service mais sont ouverts à tous.

### Répartition
| Catégorie d'établissement | Entités | Lits    | Places ambulatoires |
| --- | ------- | ------- | ------------------- |
| Secteur public | 987     | 288 866 | 31 238              |
| CHR et CHU | 29      | 78 065  | 6 272               |
| Centre hospitalier (CH) | 504     | 157 815 | 10 834              |
| Centre hospitalier spécialisé en psychiatrie (CHS) | 87      | 28 954  | 13 927              |
| Hôpital local (HL) | 347     | 22 239  | 54                  |
| Autres établissements publics | 20      | 1 793   | 151                 |
| Secteur privé | 1 869   | 154 901 | 19 480              |
| Établissement de soins de courte durée ou pluridisciplinaire | 801     | 80 964  | 10 340              |
| Centres de lutte contre le cancer | 20      | 2 979   | 571                 |
| Établissement de lutte contre les maladies mentales | 242     | 17 886  | 4 805               |
| Établissement de soins de suite et de réadaptation | 664     | 45 387  | 3 682               |
| Établissement de soins de longue durée | 112     | 6 609   | 24                  |
| Autres établissements privés | 30      | 1 076   | 58                  |
| TOTAL | 2 856   | 443 767 | 50 718              |
| Source : Direction de la recherche, des études, de l'évaluation et des statistiques, Le Panorama des établissements de santé 2007, chiffres à jour au 31 décembre 2005 |         |         |                     |

| Catégorie d'établissement | Entités | Lits    | Places ambulatoires |
| --- | ------- | ------- | ------------------- |
| Secteur public | 983     | 284 140 | 35 705              |
| CHR et CHU | 31      | 79 154  | 7 720               |
| Centre hospitalier (CH) | 511     | 155 713 | 13 233              |
| Centre hospitalier spécialisé en psychiatrie (CHS) | 90      | 28 019  | 14 369              |
| Hôpital local | 334     | 19 610  | 220                 |
| Autres établissements publics | 17      | 1 644   | 163                 |
| Secteur privé | 1 801   | 156 287 | 22 824              |
| Établissement de soins de courte durée ou pluridisciplinaire | 750     | 80 807  | 11 992              |
| Centres de lutte contre le cancer | 20      | 2 846   | 678                 |
| Établissement de lutte contre les maladies mentales | 237     | 17 822  | 5 145               |
| Établissement de soins de suite et de réadaptation | 674     | 47 959  | 4 732               |
| Établissement de soins de longue durée | 84      | 5 181   | 25                  |
| Autres établissements privés | 36      | 1 672   | 252                 |
| TOTAL | 2 784   | 440 427 | 58 529              |
| Source : Direction de la recherche, des études, de l'évaluation et des statistiques, Le panorama des établissements de santé - édition 2010, chiffres à jour au 31 décembre 2008 |         |         |                     |

| Catégorie d'établissement | Entités | Lits    | Places ambulatoires |
| --- | ------- | ------- | ------------------- |
| Secteur public | 931     | 258 158 | 40 132              |
| CHR et CHU | 32      | 74 783  | 9 287               |
| Centre hospitalier (CH), dont anciens hôpitaux locaux | 789     | 153 456 | 15 847              |
| Centre hospitalier spécialisé en psychiatrie (CHS) | 88      | 26 707  | 14 579              |
| Autres établissements publics | 22      | 3 212   | 419                 |
| Secteur privé non lucratif | 699     | 58 137  | 12 342              |
| Centres de lutte contre le cancer | 18      | 2 889   | 856                 |
| Autres établissements privés non lucratifs | 681     | 55 248  | 11 486              |
| Secteur privé lucratif | 1 030   | 98 545  | 15 575              |
| Établissement de soins de courte durée ou pluridisciplinaire | 542     | 59 458  | 12 133              |
| Centres de lutte contre le cancer | 20      | 2 846   | 678                 |
| Établissement de lutte contre les maladies mentales | 140     | 11 735  | 1 037               |
| Établissement de soins de suite et de réadaptation | 324     | 25 999  | 2 308               |
| Établissement de soins de longue durée | 12      | 508     | 24                  |
| Autres établissements privés lucratifs | 12      | 845     | 73                  |
| TOTAL | 2 660   | 414 840 | 68 049              |
| Source : Direction de la recherche, des études, de l'évaluation et des statistiques, Le panorama des établissements de santé - édition 2014, chiffres à jour au 31 décembre 2012 |         |         |                     |

### Activité
En 2006, près de 8,4 millions de personnes ont été hospitalisées dans les établissements publics de santé, soit 260 000 hospitalisations de plus qu'en 2004. 3,5 millions de personnes ont été hospitalisées dans les hôpitaux privés à but lucratif et 1,2 million dans les hôpitaux privés d'intérêt collectif.
En 2008, 11,9 millions d'hospitalisations à temps complet et 13,2 millions d'entrées en hospitalisation partielle ou en accueil de jour ont été pratiquées.

## Capacité hospitalière

### Offre de lits
En 2006, l'offre hospitalière globale était de 451 652 lits : 293 667 lits dans le secteur public (établissements publics de santé), 94 571 lits dans les hôpitaux privés à but lucratif et 63 414 dans les hôpitaux privés d'intérêt collectif.
Au cours des dernières décennies, le nombre de lits dans le système hospitalier français a connu une baisse continue, puisqu'entre 1982 et 2013, il est passé de 612 898 à 428 987, soit une diminution de 30 %. Durant la même période, la population française a cru de 55,7 millions d'habitants à 66 millions d'habitants, soit une hausse de 18,5 % ; le nombre de lits hospitaliers par habitant a donc diminué d'un peu plus de 40 %, passant de 11 lits pour 1 000 habitants à 6,5 . En 2023, le nombre de lits du système hospitalier français s'établit à 369 400 lits, tous types d'établissements confondus  ; à raison d'une population de 68 373 433 habitants pour l'ensemble du pays, le nombre de lits hospitaliers pour 1000 habitants est donc de 5,4.
Le nombre de lits correspond à l'ensemble des lits du système hospitalier français, secteurs publics et privés confondus. Le nombre de la population française est ici exprimé en dizaines de milliers d'habitants.
En 2017, les établissements de santé comptent un peu moins de 400 000 lits d'hospitalisation à temps complet, soit 69 000 lits en moins qu'en 2003 et même 100 000 lits en une vingtaine d'années. À l’inverse, dans le secteur des soins de suite et de réadaptation (SSR), le nombre de lits est passé de 92 000 en 2003 à 106 000 en 2017.
Plus précisément, les 3 046 établissements de santé publics et privés disposaient de 399 865 lits en 2017. En vingt ans, ce n'est pas moins d'un lit sur cinq qui a donc été supprimé, la baisse a en partie été compensée par la création des places « d'hospitalisation partielle » en 2017, c'est-à-dire d'une hospitalisation de moins d'un jour.

### Nombre de lits et effectifs
L'ouverture administrative d'un lit dans un service hospitalier nécessite un nombre minimal de personnels selon un cadre légal :
L'article D.6124-32 du code de la santé publique indique que sous la responsabilité d'un cadre infirmier, l'équipe paramédicale d'une unité de réanimation adulte, Il faut deux infirmières pour cinq malades, ainsi qu'une aide-soignante pour quatre lits de réanimation. Dans la réalité, des lits peuvent rester ouverts sans respecter ces normes.
L'article D.6124-34-5 précise que dans un service de réanimation pédiatrique spécialisée, l'équipe comprend une infirmière pour deux patients. En ce qui concerne le secteur de naissance, le personnel paramédical ne peut jamais être inférieur à une aide-soignante ou une auxiliaire de puériculture, présente en permanence (article D.6124-44 CSP). Pour chaque intervention en service de chirurgie cardiaque, deux infirmières, dont un de bloc opératoire, présents dans la salle.

## Personnels

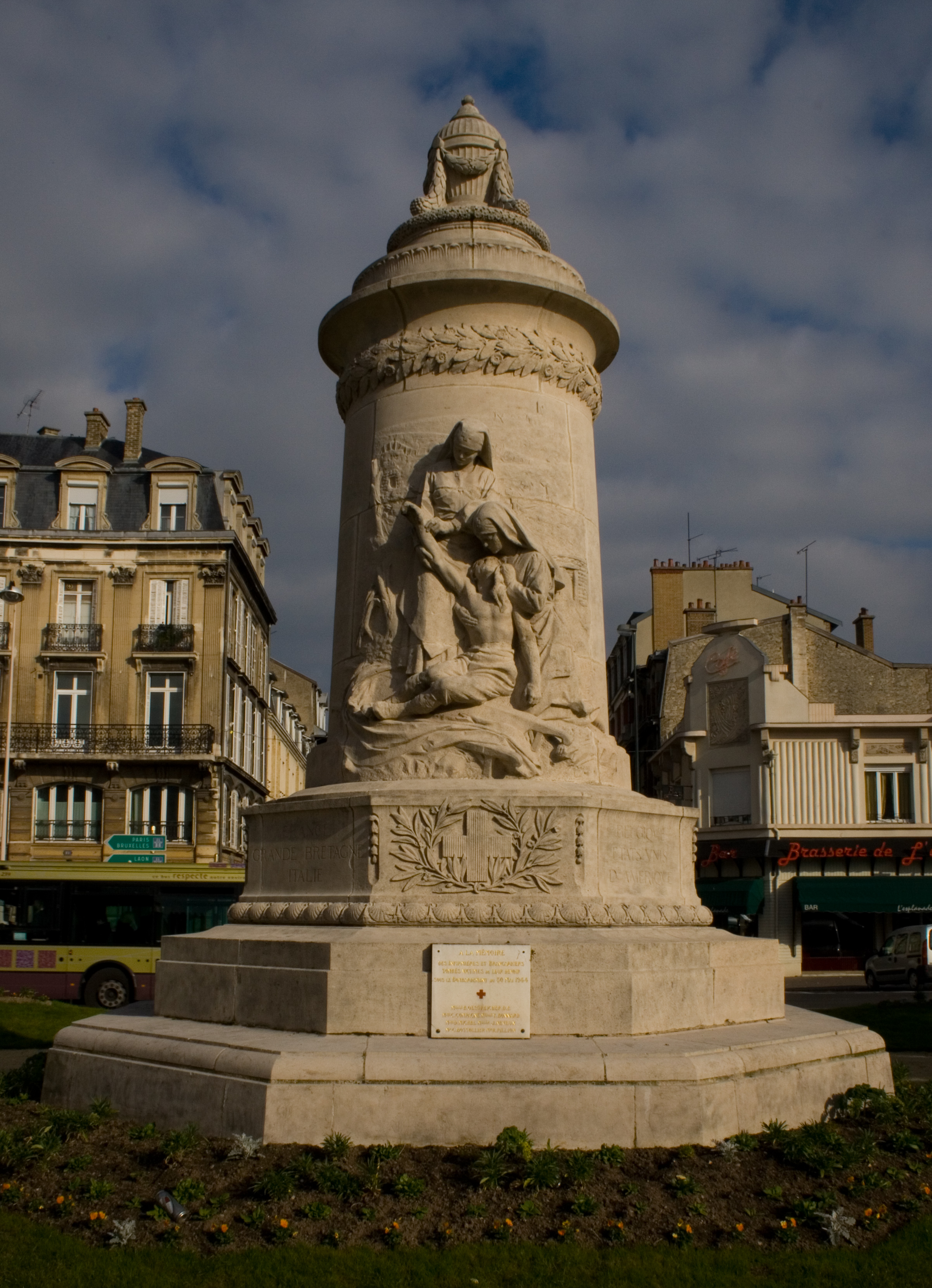
Monument aux infirmières à Reims

La masse salariale hospitalière représente 70 % des dépenses. Cette masse salariale peut donc servir de variable d'ajustement budgétaire. 5200 embauches auraient été réalisées de 2003 à 2007. Cependant, les syndicats hospitaliers ont dénoncé de façon récurrente les manques d'effectifs.
L'hôpital public accueille des agents du service public hospitalier aux statuts différents selon leur fonction :
- le personnel administratif et soignant est généralement fonctionnaire (agent de la fonction publique hospitalière) ;
- le personnel médical est généralement agent du service public hospitalier dépendant du C.N.G. ;
- des agents publics, notamment les étudiants hospitaliers et internes des hôpitaux qui y suivent leur formation initiale ;
- des fonctionnaires détachés d'autres ministères, administrations, agences de l’État.

## Financement

### Dépenses hospitalières
La loi de financement de la sécurité sociale (LFSS) pour 2009 prévoit 50,9 milliards d'euros de dépenses pour l'hôpital public et privé, sur un total de 157,6 milliards d'euros pour les dépenses de santé. Le budget prévu pour les soins de ville en 2009 est de 73,2 milliards d'euros. Cela représente une augmentation de 3,2 % de l'enveloppe budgétaire consacré à l'hôpital.
Dix ans plus tard le budget prévisionnel 2019 des hôpitaux publics est de 82 milliards d’euros, en hausse de 2 milliards sur 1 an grâce à l’augmentation de la Tarification à l’activité .

### Alignement public/privé
En contrepartie d'un acte identique, les hôpitaux publics reçoivent plus de la sécurité sociale que les cliniques privées. Mais les tarifs publics et privés devront être alignés en 2018. Cet alignement tarifaire public/privé représente 7 milliards d'économies par an à trouver pour l'hôpital public. Les hôpitaux publics, en particulier les CHU en tête, justifient ces tarifs plus élevés par des missions spécifiques (urgences, enseignement, recherche…). Cependant, ils reçoivent des enveloppes forfaitaires (MIGAC, MERRI) pour assurer ces missions, dont les montants ne sont pas justifiés par une analyse précise des coûts.
La fédération des cliniques (FHP-MCO) a porté plainte en 2011 sur ce thème contre la France à Bruxelles, pour distorsion de concurrence. En septembre 2011, la Cour des comptes a recommandé une préparation plus méthodique à cette échéance inscrite dans la loi, mais déjà reportée une fois.

## Sécurité et conditions de travail
Le personnel hospitalier est souvent confronté à la violence. L'Observatoire national des violences en milieu de soins (ONVS), un organisme sous tutelle du ministère, dans son rapport 2015 note une « aggravation du sentiment d'insécurité ressenti par les personnels de santé. » Ces violences vont depuis les insultes jusqu'aux agressions physiques.
L'ONVS dénombre un acte de violence toutes les 30 minutes dans les hôpitaux français, soit en tout 14 502 signalements d’atteintes aux personnes et aux biens en 2014. Les infirmières sont les premières touchées. Les violences physiques qui sont proportionnellement les plus fréquentes sont en hausse avec 5 119 signalements.
La tension communautaire est devenue dans les années 2000-2010 un nouvel élément de violences, les services les plus touchés étant les urgences et les services de maternité. Il existe une augmentation des violences observées dans certains services de gynécologie obstétrique en région parisienne et dans plusieurs grandes villes. Selon le journal Le Monde, « des maris fondamentalistes refusent que leurs femmes soient examinées, soignées, accouchées par un homme. Ils l'exigent avec vigueur, quitte à mettre en danger leurs épouses et à s'en prendre physiquement au praticien en fonction ».
En septembre 2013, après plusieurs incidents graves, la direction des Hôpitaux de Marseille (AP-HM) est contrainte de prendre une série de « mesures pour garantir la sécurité des personnels ».

## Les réformes hospitalières

### Réforme hospitalière de 1991
Cette loi, préparée durant trois ans, et défendue par les ministres Claude Évin et Bruno Durieux, renforce la planification hospitalière, la carte sanitaire dépend d'un schéma régional d'organisation sanitaire (SROS), réévalué tous les cinq ans. Les établissements doivent obligatoirement produire des projets.

### Réforme hospitalière de 2003
Depuis le 1er janvier 2003, le Plan Hôpital 2007 a introduit très rapidement plusieurs modifications profondes de l’activité des hôpitaux publics :
- la création des « pôles hospitaliers d'activité ».
- la mise en place d'un nouveau régime budgétaire : l’état des prévisions de recettes et de dépenses (EPRD). Sous le régime précédent, l’exécution du budget d’une année était évaluée l’année suivante, ce qui permettait aux hôpitaux de dépasser le budget qui leur avait été accordé. En estimant et en sanctionnant en amont tout risque de dépassement budgétaire, l’EPRD fait prévaloir une logique financière dans la gestion des hôpitaux. Désormais, ce n’est plus leur activité qui détermine les moyens (et donc les dépenses) qui leur sont nécessaires, mais bien les recettes dont ils disposent qui conditionnent leurs dépenses, leurs investissements… et donc leur activité.
- la mise en œuvre d'un nouveau mode de financement: la Tarification à l'activité (ou T2A). Jusqu’en 2004, le budget des hôpitaux public était constitué pour les trois-quarts environ d’une dotation forfaitaire allouée par le ministère de la Santé, et ce quel que soit le volume, la nature et l’évolution de leur activité. La tarification à l’activité (ou T2A) consiste désormais à financer les hôpitaux sur la base de leur activité réelle. À chaque acte, chaque pratique, chaque type de soin, correspond un tarif : le financement public des hôpitaux dépend maintenant  du nombre d’actes pratiqués et du tarif de ces derniers. La tarification à l’activité (T2A) est une réforme dont les objectifs étaient de mettre fin au financement actuel des hôpitaux. Quelle que fût leur activité, leur évolution, leur dynamisme ou leur inertie, la dotation globale des hôpitaux avait en effet tendance à rester inchangée.

Ces réformes importantes affectent en profondeur l’activité et l’organisation interne des hôpitaux publics. Leur caractère exceptionnel provient de la concomitance et de la brièveté de leur période de mise en œuvre.

## Classements
Les magazines Le Point et Le Nouvel Observateur publient chaque année un tableau d'honneur des meilleurs hôpitaux de France.

## Controverses
À propos des difficultés de financement de l'hôpital public, les présidents de comités consultatifs médicaux (CCM) des hôpitaux de l'Assistance publique - Hôpitaux de Paris (AP-HP) ont adressé, le 5 novembre 2008, à la ministre de la Santé une lettre ouverte intitulée Sauver l'hôpital public. Ils y dénonçaient des « restrictions budgétaires sans objectifs médicaux ni de santé publique clairement identifiés » et les « économies à très court terme et à tout prix », jugeant que la « qualité » et l'« accès aux soins pour tous » allaient « pâtir »  de cette réduction des dépenses.
Une proposition de loi concernant  « l’accès universel à un service public hospitalier de qualité » a été déposée, le 7 juillet 2021, par le collectif Notre hôpital c’est vous au Conseil constitutionnel afin d’ouvrir un référendum d’initiative partagée sur ce texte. Ce projet, qui visait à obtenir une augmentation du nombre de lits et de soignants, est rejeté le 6 août,.
Depuis 2019, et son accentuation par la pandémie de Covid-19, la France est secouée par une crise hospitalière.